# Carl Auer von Welsbach

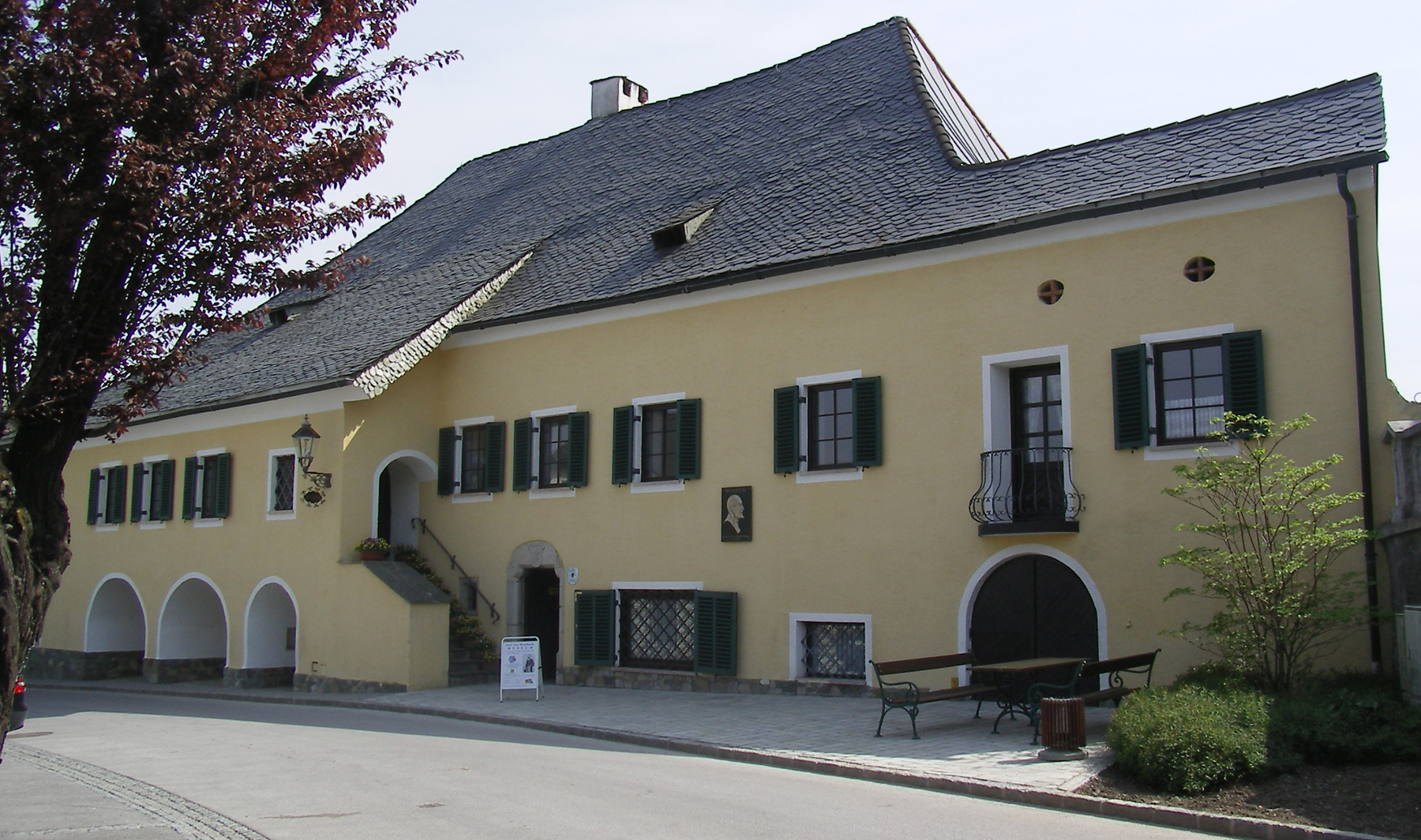
Museu em Althofen dedicado a von Welsbach.

Carl Auer von Welsbach (Viena, 1 de setembro de 1858 — Mölbling, Caríntia, 4 de agosto de 1929) foi um cientista e inventor austríaco que separou didymium em elementos neodímio e praseodímio em 1885. Ele também foi um dos três cientistas a descobrir de forma independente o elemento lutécio (que chamou de cassiopeio), separando-o do itérbio em 1907, dando início à mais longa disputa de prioridades da história da química.
Ele tinha talento não apenas para fazer avanços científicos, mas também para transformá-los em produtos de sucesso comercial. Seu trabalho em elementos de terras raras levou ao desenvolvimento das "pederneiras" de ferrocerium usadas em isqueiros modernos, o manto de gás que trouxe luz para as ruas da Europa no final do século XIX e a lâmpada de filamento de metal. Ele pegou a frase plus lucis, que significa "mais luz", como seu lema.

## Terras raras

### Neodímio e praseodímio

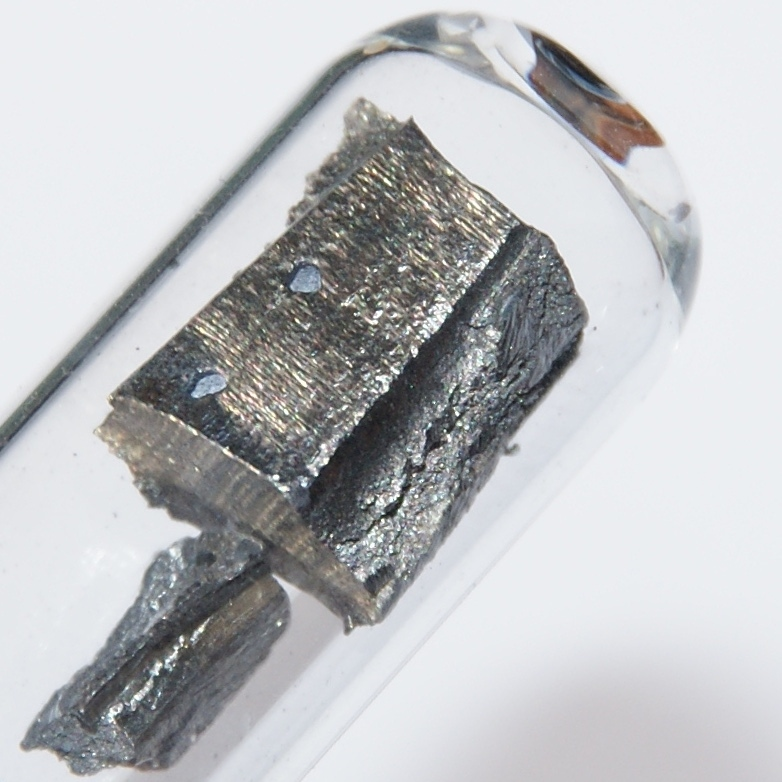
Neodímio purificado
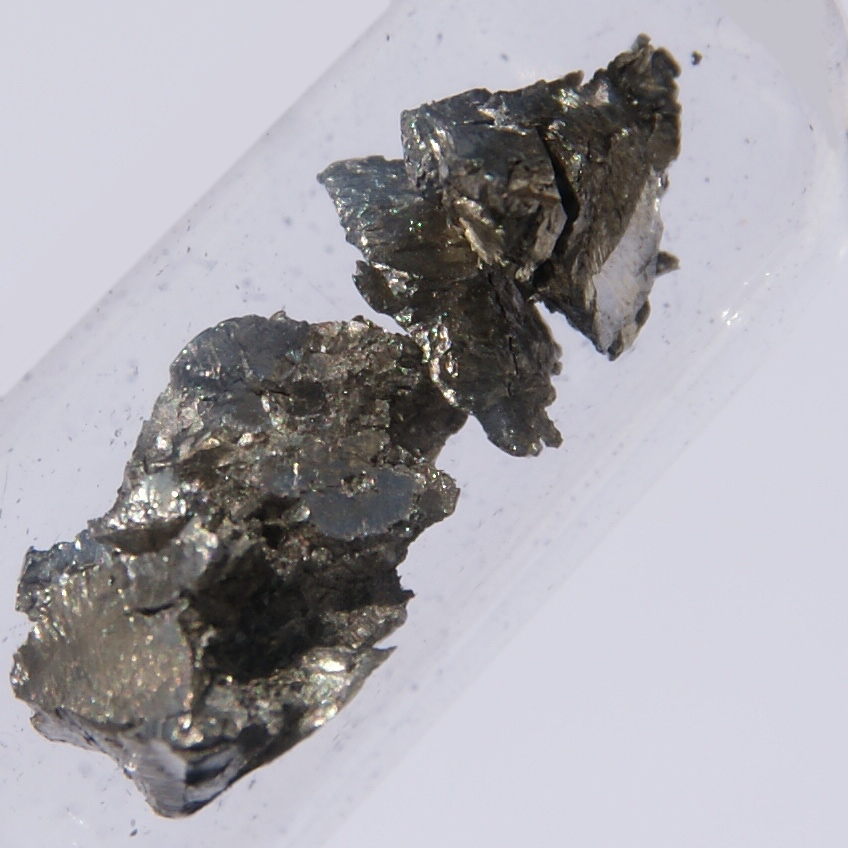
Praseodímio purificado

Em 1885, Auer von Welsbach usou um método de cristalização fracionada que ele mesmo desenvolveu para separar a liga didímio em suas duas partes, pela primeira vez. Anteriormente, acreditava-se que era um elemento. Após 167 cristalizações, Auer von Welsbach o diferenciou em dois sais coloridos: ele chamou o sal verde de "praseodímio" e o rosa de "neodidímio". Ele anunciou sua conquista para a Academia de Ciências de Viena em 18 de junho de 1885. Sua conquista foi aprovada por Bunsen, mas encontrou considerável ceticismo de outros.:36–40
O nome "neodidímio" é derivado das palavras gregas neos (νέος), novo, e didymos (διδύμος), gêmeo. O nome praseodímio vem do grego prasinos (πράσινος), que significa "verde". Ao nomear ambos os elementos, e não deixar o nome original didymium para o componente mais abundante, Auer von Welsbach divergiu da prática estabelecida, que era dar um novo nome apenas ao componente menos abundante. No entanto, seu nome para a fração maior, neodidímio, após algumas modificações, tornou-se o nome do elemento neodímio. Praseodímio também foi aceito como o nome da fração menor.

### Lutécio e itérbio

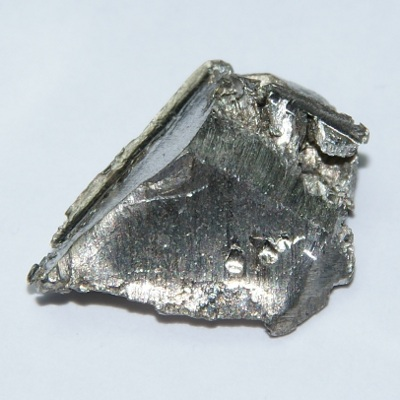
Itérbio
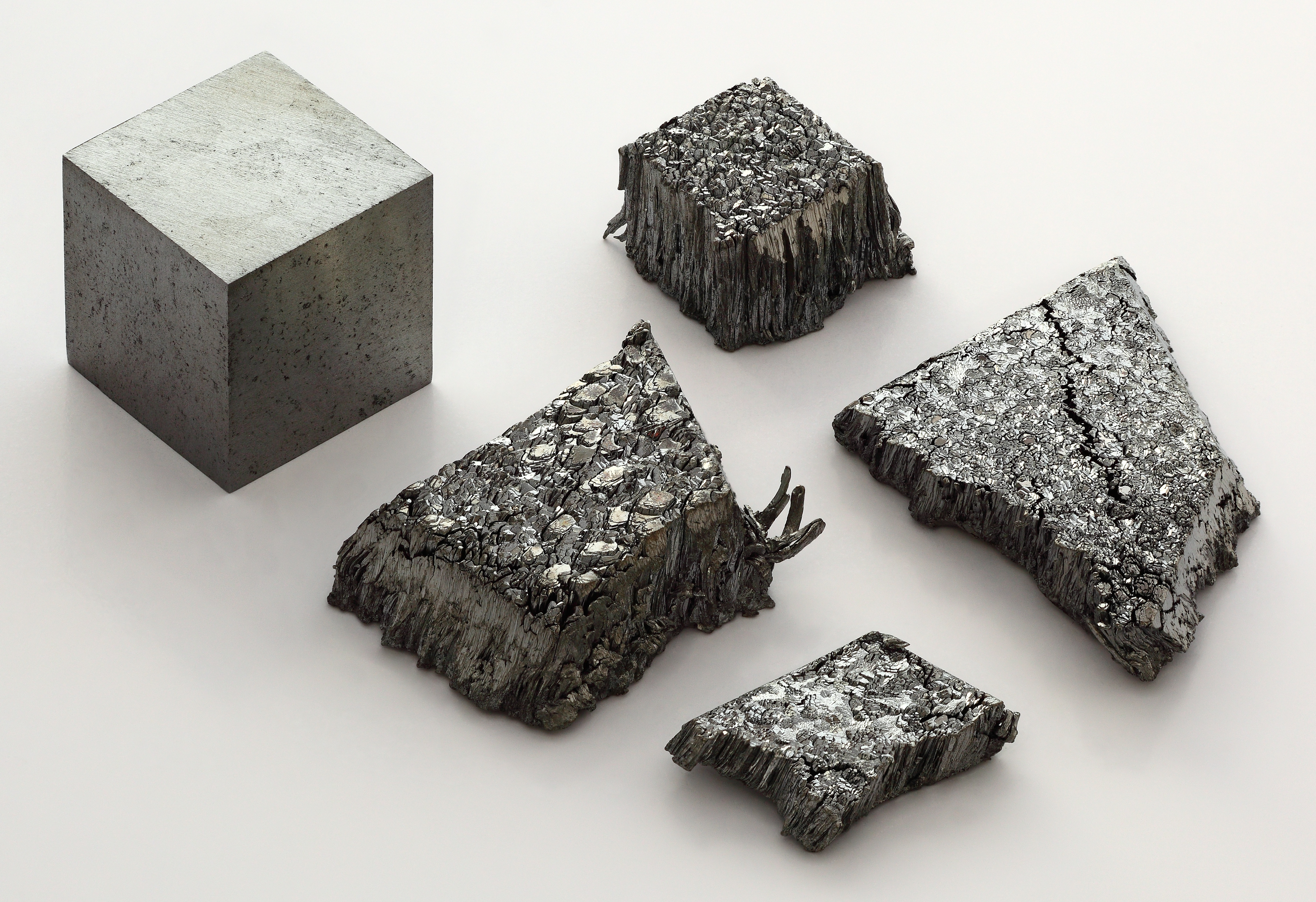
Lutécio purificado

O elemento terra-rara lutécio foi descoberto de forma independente por três cientistas na mesma época em 1907: o cientista francês Georges Urbain, o austríaco Auer von Welsbach e o americano Georges Urbain. Todos os três tiveram sucesso em separar a substância então conhecida como itérbio em duas novas frações. Para nomear a fração recém-descoberta, Urbain sugeriu o nome "lutecium", para a cidade romana de Lutetiaque precedeu Paris. Auer von Welsbach sugeriu o nome "cassiopeium". O trabalho de James ainda não foi publicado quando o trabalho do outro apareceu, e ele não se envolveu em disputas subsequentes. Lutécio, uma ligeira modificação do nome de Urbain, foi finalmente aceito após uma longa batalha entre Urbain e Welsbach.:47–55

## Inovações em iluminação

### Manto de gás

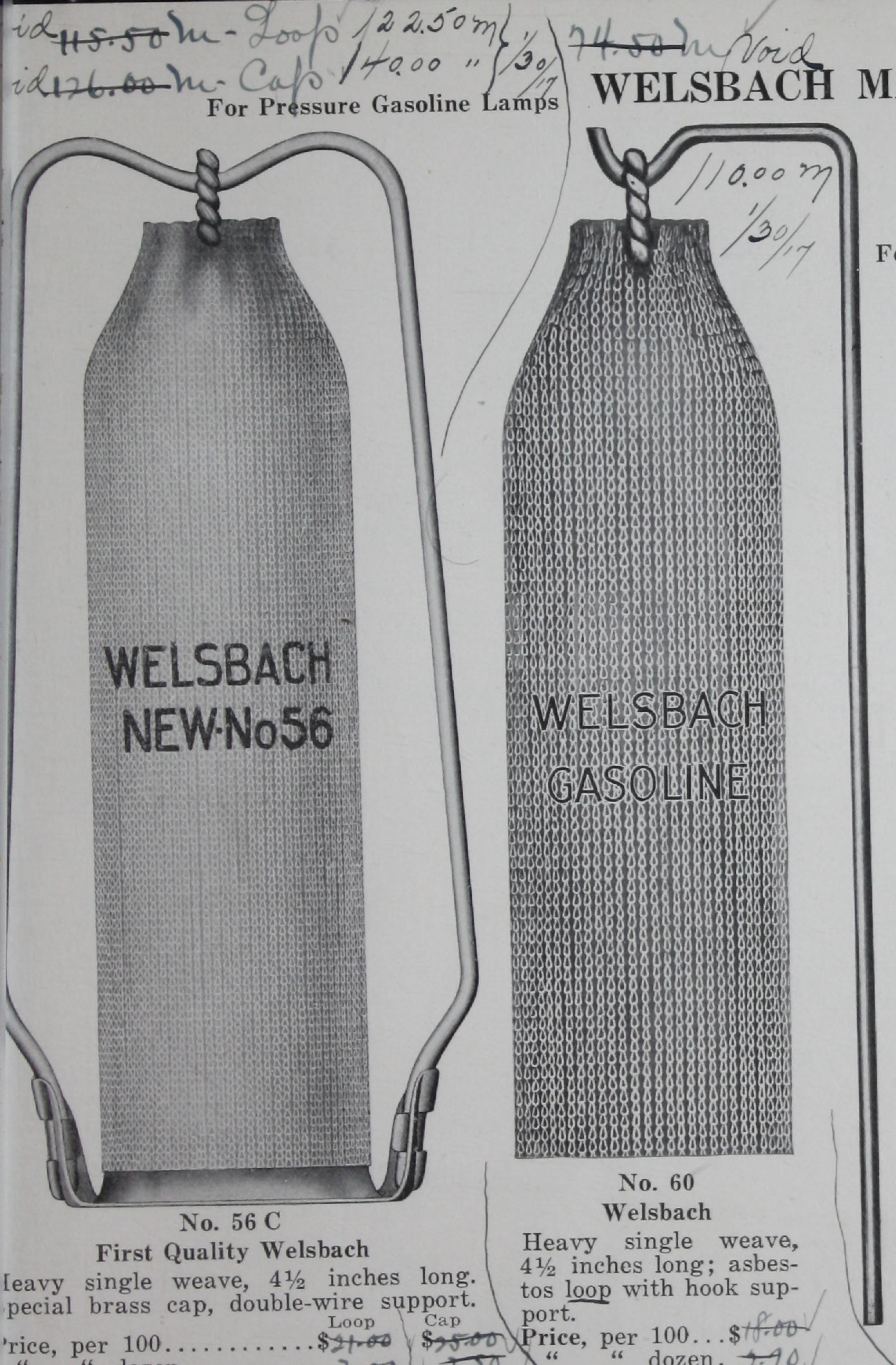
Anúncio do Welsbach Mantle, 1910

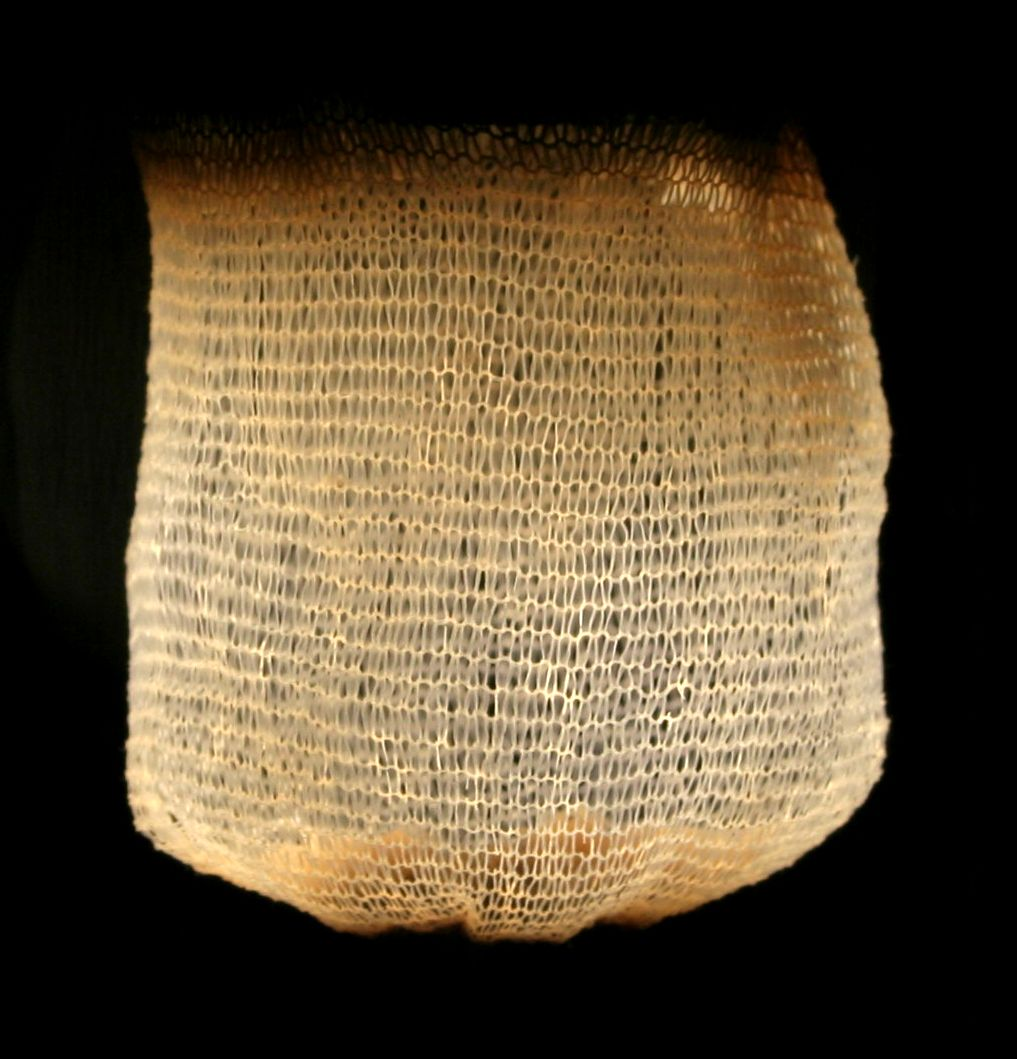
Um manto de gás queimando com brilho total

Em 23 de setembro de 1885, Auer von Welsbach recebeu uma patente sobre o desenvolvimento do manto de gás, que chamou de Auerlicht, usando uma mistura química de 60% de óxido de magnésio, 20% de óxido de lantânio e 20% de óxido de ítrio, que chamou de Actinophor.:64–67 Para produzir um manto, o guncotton é impregnado com uma mistura de Actinophor e, em seguida, aquecido, o algodão eventualmente queima, deixando uma cinza sólida (embora frágil), que brilha intensamente quando aquecida. Esses mantos originais emitiam uma luz tingida de verde e não tiveram muito sucesso, e sua primeira empresa formada para vendê-los faliu em 1889.:69
Em 1890, ele introduziu uma nova forma de manto baseada em uma mistura de 99% de dióxido de tório e 1% de óxido de cério (IV), que ele desenvolveu em colaboração com seu colega Ludwig Haitinger.:72 Estes provaram ser mais robustos e com uma luz muito mais "branca". Outra empresa fundada para produzir o design mais recente foi formada em 1891, trabalhando com um colega da universidade Ignaz Kreidl, e o dispositivo rapidamente se espalhou pela Europa.
Nos Estados Unidos, essa técnica foi adotada pela The Coleman Company e se tornou o logotipo da empresa. Na década de 1980, foi relatado que as rádios-filhas de Tório (produtos da decomposição) podiam ser volatilizadas e lançadas no ar durante a incandescência do manto. Uma ação judicial (Wagner v. Coleman) foi movida contra Coleman. A empresa mudou sua formulação para usar materiais não radioativos, que aparentemente custam menos e duram mais.

### Lâmpada de filamento metálico
Auer von Welsbach então começou a trabalhar no desenvolvimento de mantas de filamento metálico, primeiro com fiação de platina e depois com ósmio. O ósmio é muito difícil de trabalhar, mas ele desenvolveu um novo método, que misturava óxido de ósmio em pó com borracha ou açúcar em uma pasta, que era então espremida por um bico e queimada. A pasta queima, deixando um fino fio de ósmio.:105–111
Embora originalmente pretendido ser um novo manto, foi durante este período que a eletricidade estava sendo introduzida no mercado, e ele começou a experimentar maneiras de usar os filamentos em substituição à luz de arco elétrico. Ele trabalhou nisso até finalmente desenvolver uma técnica viável em 1898 e iniciou uma nova fábrica para produzir seu Auer-Oslight, que ele introduziu comercialmente em 1902. A lâmpada de filamento de metal foi uma grande melhoria nos designs de filamento de carbono existentes, durando muito mais tempo, usando cerca de metade da eletricidade para a mesma quantidade de luz e sendo muito mais robusto.:105–111

### Pederneira de iluminação
Em 1903, Auer von Welsbach ganhou outra patente para uma composição de atacante de fogo ("pederneira") chamada ferrocerium. Seu nome deriva de seus dois componentes principais: ferro (do latim: ferrum) e o elemento de terras raras cério. Também é conhecido na Europa como "Auermetall" em homenagem ao seu inventor. Três Auermetalls diferentes foram desenvolvidos: o primeiro era ferro e cério, o segundo também incluía lantânio para produzir faíscas mais brilhantes e o terceiro acrescentava outros metais pesados. Na primeira liga de Auer von Welsbach, 30% de ferro (ferrum) foi adicionado ao cério purificado, daí o nome "ferro-cério".
As pederneiras de Welsbach consistiam em ligas pirofóricas, 70% de cério e 30% de ferro, que, quando riscadas ou atingidas, emitiam faíscas. Este sistema continua sendo amplamente utilizado em isqueiros hoje. Em 1907, ele formou a Treibacher Chemische Werke GesmbH para construir e comercializar os dispositivos.:92–98

## Pesquisa de rádio
Pelo resto de sua vida, Auer von Welsbach voltou-se novamente para a química "pura". Ele trabalhou principalmente em sua propriedade no Castelo de Welsbach (Schloß Welsbach) perto de Treibach perto de Althofen. Além de seu trabalho com elementos e minerais, ele fez avanços no desenvolvimento de técnicas fotográficas. Ele também era um jardineiro dedicado, cuidando cuidadosamente de plantas raras e difíceis de cultivar em seu jardim e criando novas variedades de rosas e macieiras.
Ele publicou uma série de artigos sobre separação química e espectroscopia, trabalhando com elementos radioativos já em 1904.:190 Em 1910, uma de suas empresas ajudou a estabelecer Viena como um centro de pesquisa de radiação, produzindo a primeira grande quantidade de cloreto de rádio (3-4 gramas) na Europa.:218–219
Em 1910, Auer von Welsbach relatou uma "observação misteriosa", a indução de radioatividade em uma substância inativa quando exposta a uma substância radioativa. Com base em seu relato, é possível que ele tenha sido o primeiro a observar a ativação de nêutrons.
Entre 1907 e 1918, Auer von Welsbach se concentrou em isolar preparações de actínio e tório como subprodutos da extração de rádio.:218–219 Ele manteve uma correspondência ativa com o físico Stefan Meyer, diretor administrativo do Institute for Radium Research, em Viena, para discutir a extração de actínio. Meyer e sua equipe não parecem ter tido o conhecimento químico para entender os métodos de Auer von Welsbach, e Auer von Welsbach renunciou por volta de 1917.

Durante a Primeira Guerra Mundial, ele teve dificuldade em encontrar pessoal para realizar pesquisas. Depois da guerra, ele apoiou ativamente o trabalho do Instituto e de outros cientistas. Ele apresentou um importante artigo sobre seu trabalho espectroscópico e a separação de elementos radioativos em 1922. As fotos a seguir mostram equipamentos científicos do laboratório de Auer von Welsbach, de "Spektroskopische Methoden der analytischen Chemie" (1922).
- Figura I, versão inicial do aparelho de centelha
- Figura II, versão posterior do aparelho de centelha
- Figura III
- Figura IV, painel de comparação espectral em escala muito reduzida
- Figura V, aparelho comparativo para espectros